# يمة (حلوى)
يِمَة هي حلويات كَسترد حلوة من الفلبين مصنوعة من المُحّ والحليب والسكر. اسم يمة من الإسبانية ويعني المُح. يُعتقد أن يِمَة مثل الحلويات الفلبينية الأخرى القائمة على صفار البيض أنها نشأت من مواد البناء الإسبانية المبكرة، حيث استُخدم بياض البيض الممزوج بالجير الحي وقشر البيض نوعًا من الملاط لتثبيت الجدران الحجرية معًا أثناء الاستعمار الإسباني للفلبين. أعاد الفلبينيون استخدام المُحّ المهمل في أطباق مختلفة.
صُنعت اليِمَة في الأصل من المُحّ والسكر فقط حيث تُسخن وتُقلب حتى يصبح القوام ثخينًا. ثم يُشكل بشكل كرات أو أهرامات صغيرة ومغطاة بالسكر الأبيض. أصبح الحليب (أو الحليب المكثف) لاحقًا جزءًا من الوصفة (ربما خلال الفترة الأمريكية). قد تحوي الحديثة المكسرات المقطعة أيضًا.